# La Chartreuse de Portes

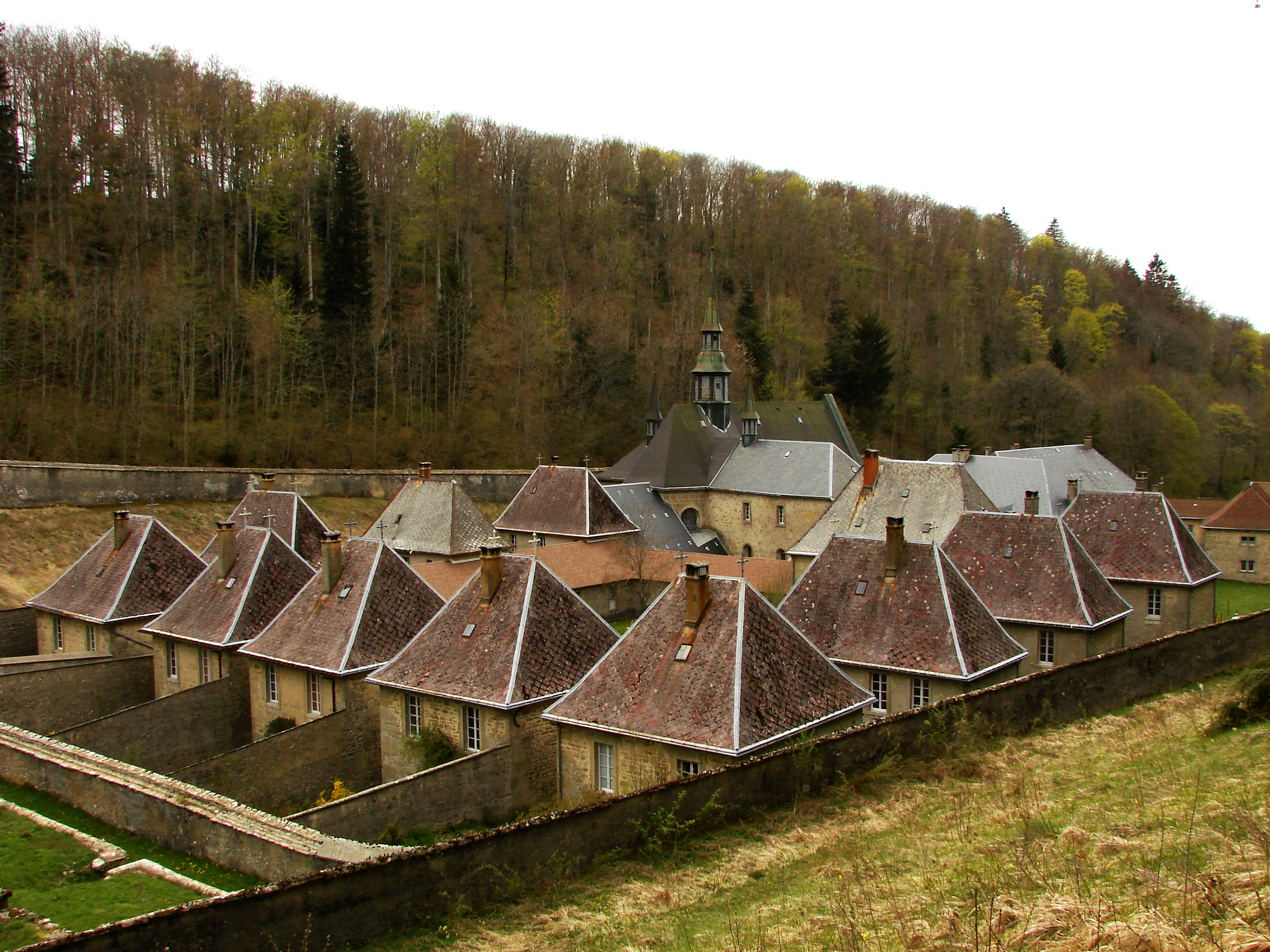
Die Kartause von Portes

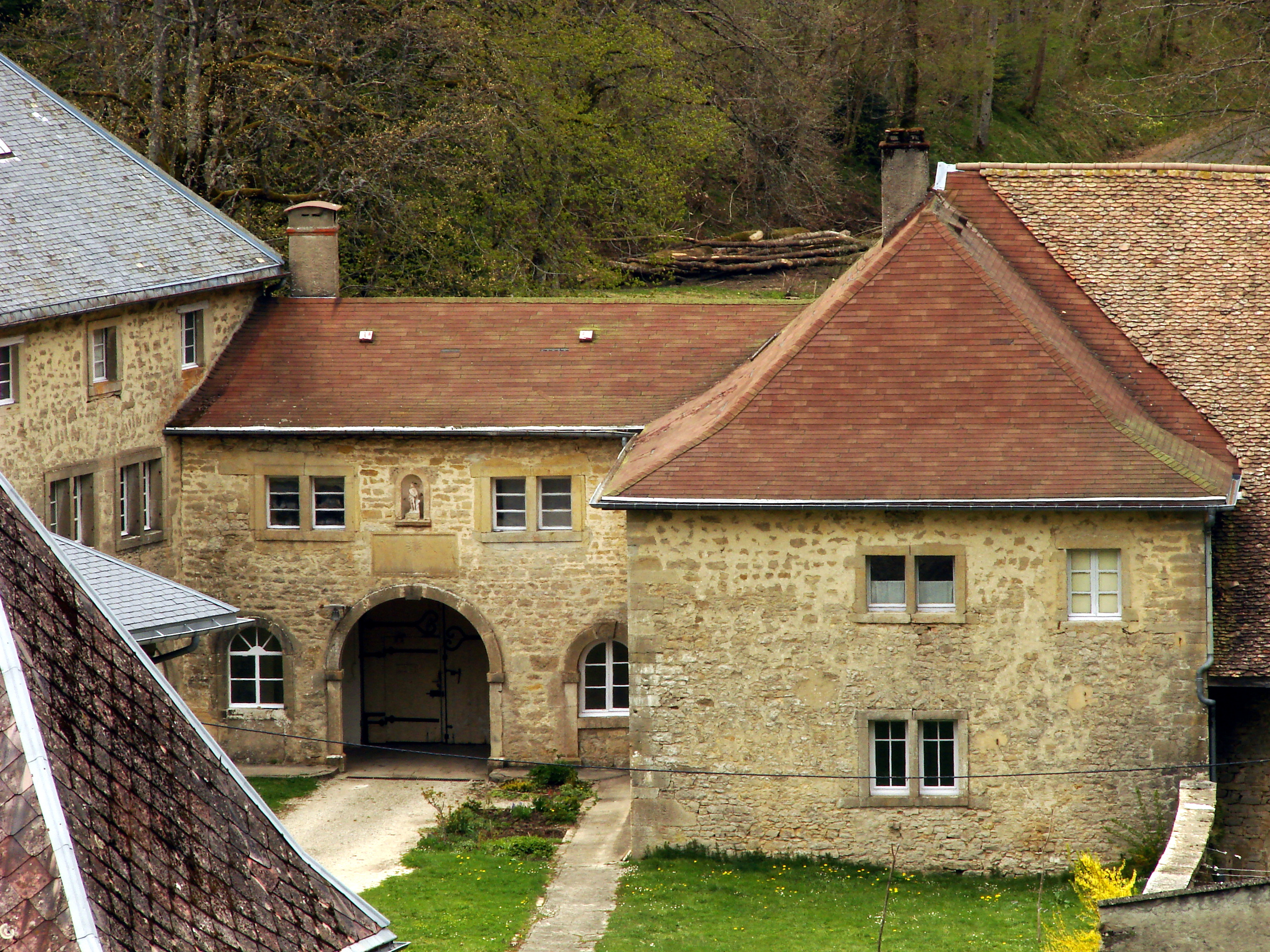
Detail der Kartause

Die Chartreuse de Portes (Cartusia Beatae Mariae Portarum; Kartause von Portes) ist ein Kloster des kontemplativen Kartäuserordens in der Gemeinde Bénonces im Département Ain in Frankreich. Sie liegt auf einer Höhe von 1000 Metern und wird auch Kartause der Heiligen (Chartreuse des Saints) genannt, weil ihr mehrere später heiliggesprochene Mönche entstammen. Der Komplex ist seit 1947 als Monument historique eingetragen.

## Geschichte
Die Kartause ist die drittälteste des Ordens und die zweitälteste in Frankreich. Sie wurde im Jahr 1115 durch zwei Mönche gegründet, die aus der Benediktinerabtei Notre-Dame in Ambronay kamen und die Einsamkeit suchten. Die Kirche der Kartause wurde 1125 geweiht. Die bestehende Kirche wurde im Jahr 1660 errichtet.
In der Französischen Revolution wurde die Kartause in einen Gutshof umgewandelt, der aber nicht prosperierte. Der Kartäuserorden kaufte das Gelände 1855 zurück und setzte es instand. Zu Beginn des 20. Jahrhunderts verließen die Kartäuser auf Grund der laizistischen Gesetzgebung das Kloster wieder, erwarben es aber 1951 erneut und bezogen die zwölf Zellengebäude.

## Bauten und Anlage
Die Zellen des Klosters sind um den Kreuzgang angeordnet, der den Friedhof einschließt. Die Correrie der Konversen liegt etwa zwei Kilometer unterhalb des Klosters der Mönche. Gemäß ihrer Berufung zum einsamen Leben erlauben die Klausurvorschriften der Kartäuser keinen Zugang für die Öffentlichkeit. Die Kartause ist nicht zu besichtigen.